# 姫路市立峰相小学校
姫路市立峰相小学校（ひめじしりつ みねあいしょうがっこう）は、兵庫県姫路市打越にある公立小学校。岩崎山の麓に位置し、校舎の南西部を取り囲むように笹川が流れている。

## 沿革
- 1979年4月1日 - 姫路市立白鳥小学校と姫路市立曽左小学校の校区の一部が分かれる形で創立。
- 1981年8月21日 - 岩崎山整備、ロープウェイ等遊具施設を整備し「峰相広場」と命名
- 1986年3月15日 - 昆虫館完成
- 1994年3月31日 - 和室「日本文化ルーム」完成
- 1997年2月17日 - ランチルーム2教室完成
- 1999年3月25日 - パソコン教室完成
- 2001年4月1日 - 障害児学級（ひまわり学級）開設
- 2007年4月1日 - 特別支援学級（たんぽぽ学級）開設
- 2008年3月11日 - ビオトープ完成

## 校区概要
- 西に峰相山、東に書写山と山に挟まれた谷間にあり、書写山の麓に沿って菅生川が流れている。
- 刀出、（刀出栄立町）、六角、打越、白鳥台一 - 三丁目、緑台一・二丁目からなる。

## 交通アクセス

### 鉄道・バス
- JR 姫路駅から神姫バスで白鳥タウン行き乗車し六角西で下車、または緑台行き乗車し六角で下車。北西に徒歩5分

### 道路
- 兵庫県道411号山之内莇野姫路線
- 兵庫県道545号石倉玉田線
- 山陽自動車道山陽姫路西ICから北へ約2km

## 校区が隣接している学校
- 姫路市立曽左小学校
- 姫路市立白鳥小学校
- 姫路市立太市小学校
- 姫路市立伊勢小学校
- 姫路市立菅生小学校